# The End of Sunrise
The End of Sunrise (T.E.O.S) – pierwszy solowy album studyjny azerskiego zespołu alternatywnego Dihaj, który został wydany 16 lipca 2017 roku. Materiał został premierowo zaprezentowany podczas koncertu w Green Theatre.

## Lista utworów
Na albumie znalazło się dziewięć utworów zespołu.
1. "Complain"[1] (5:55)
2. "Beans"[2] (5:14)
3. "Lynch"[3] (5:44)
4. "T.E.O.S."[1] (4:41)
5. "Loveseat"[4] (3:36)
6. "Oilish"[5] (3:58)
7. "Rainbow"[5] (4:32)
8. "4 Chords" (4:46)
9. "Outro" (4:03)